# 沙斯塔湖洞穴

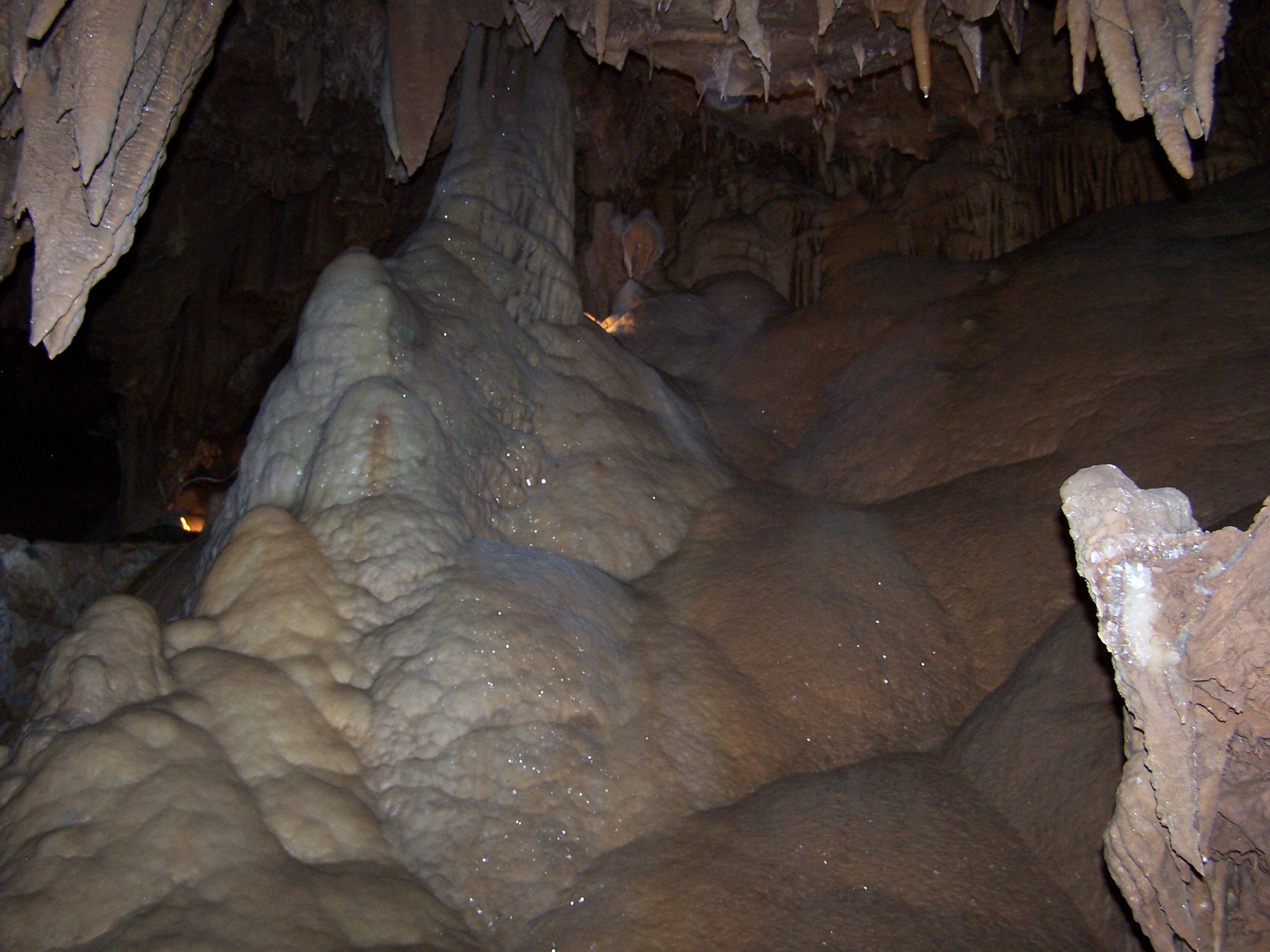
沙斯塔湖洞穴的石笋、鐘乳石和流石

沙斯塔湖洞穴（英语：Lake Shasta Caverns）是一個位於加利福尼亞州沙斯塔湖的洞穴網。起初它的名稱是“白堊洞”（Chalk Cave）和“貝爾德洞”，後者是以斯賓塞·富勒頓·貝爾德的名字命名的。

## 歷史
這個洞穴的歷史可以追溯到200萬年前，洞穴里本來充滿流水，很多年之後水位退去才形成了今天樣子。這個洞穴是純粹的石灰岩構造，因此形成了很多不同景觀，例如石笋、鐘乳石和流石等。第一個有記載的白人探險家是詹姆斯·A·理查森（James A. Richardson）, 一個聯邦漁業員工，他當日在洞壁上用礦工燈上的碳化鈣寫下的發現聲明“1878年11月11日”（November 11, 1878）今日依然清晰可見。直到1964年仍然只有少數人到過這裡。
在對公眾開放之前，只有洞穴的天頂上開有一個大到足夠一個成年男性穿過的洞口。工作人員因為想要開闢一條從山壁直接通入洞穴的新通道而進行了爆破，其最初目的只是達到沙斯塔湖洞穴里海拔最低的一個已知洞穴“地窖”（Basement）。然而在這條新通道上一面巨大的岩壁打開後發現了探索廳（Discovery Room），這也許是這個洞穴網絡中最震撼人心的一個了。同時也因為它的發現，“地窖”失去了其“海拔最低”這一頭銜。第一個提出保護這裡的人是Grace M. Tucker，一個華盛頓州奇黑利斯的代理人。1955年，她獲得了這些洞穴的獨有權。1959年，她和羅伊·湯普森及他的兩個兄弟成立了沙斯塔湖財產公司（Lake Shasta Properties, Inc）。

## 參觀
今日，沙斯塔湖洞穴每年吸引著成千上萬的遊客。當前前往洞穴的唯一途徑是通過遊客中心的雙體船穿過沙斯塔湖，乘坐景區巴士登上陡峭的山崖，巴士的終點是洞穴入口。

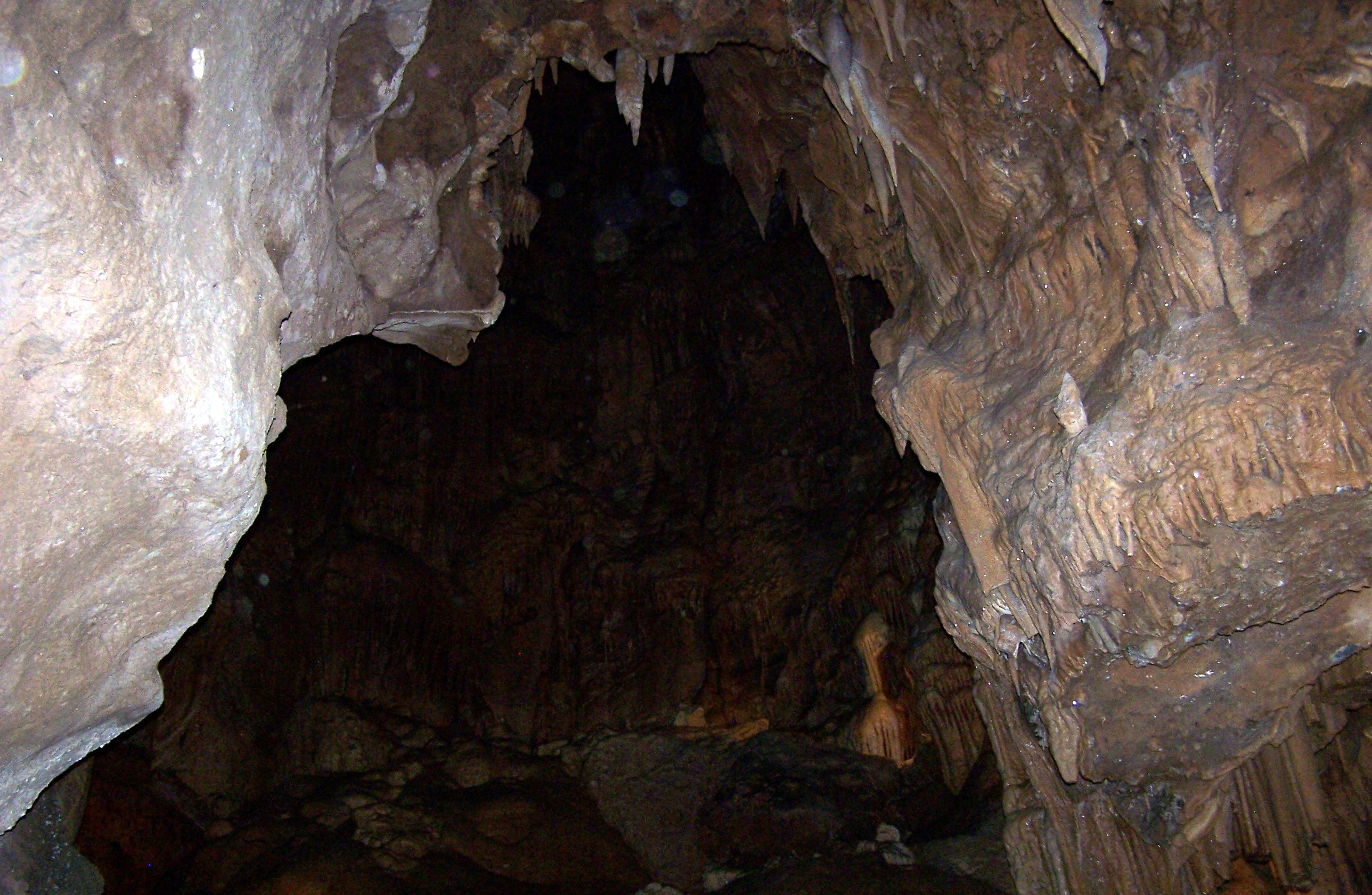
一個洞穴裡的大廳
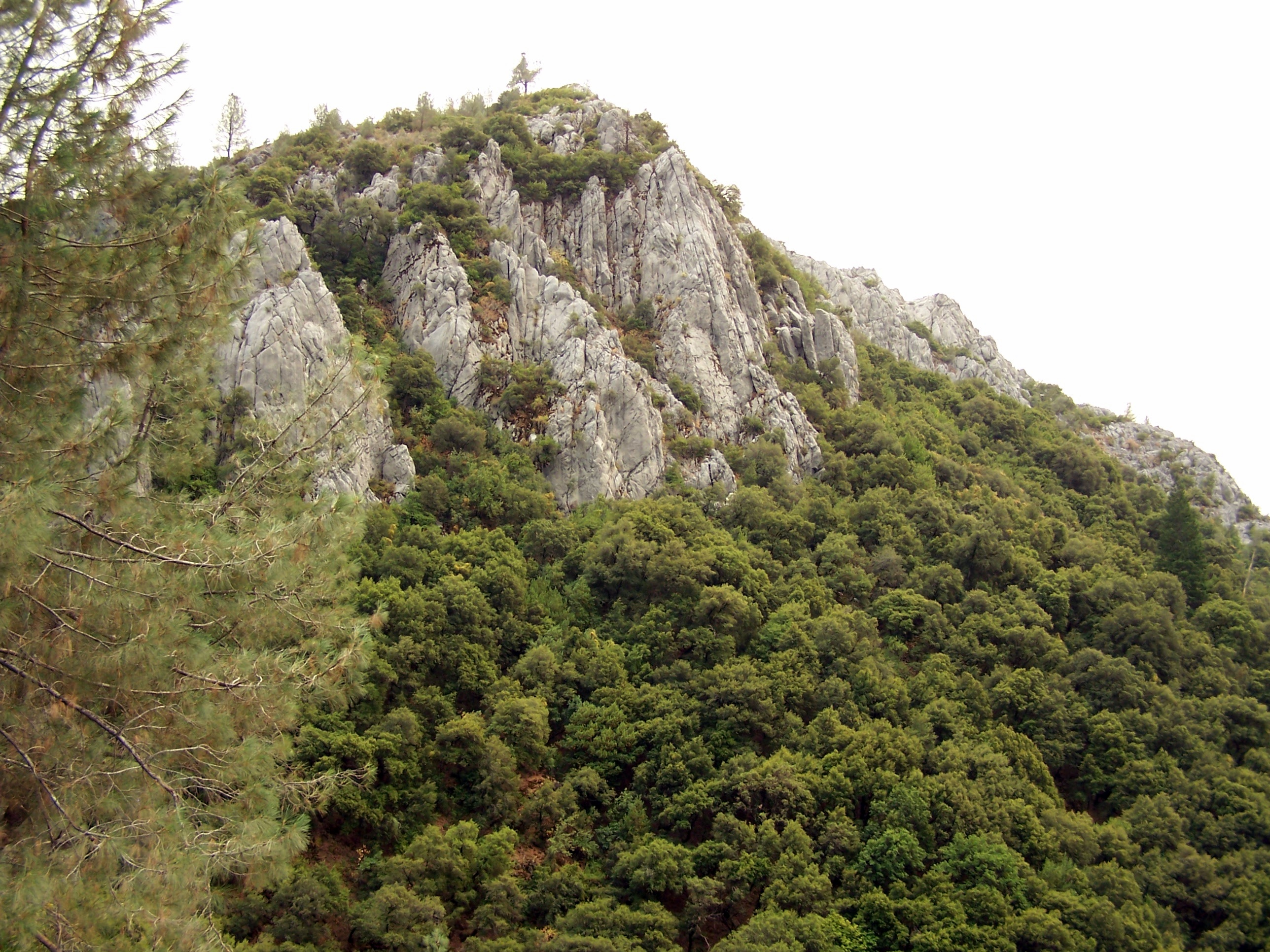
洞穴所在的山

## 外部連結
- 沙斯塔湖洞穴官方網站 （页面存档备份，存于）.
- 沙斯塔湖洞穴 （页面存档备份，存于），Mr Ryono的物理學和地質學頁面

40°48′16″N 122°18′16″W / 40.80450°N 122.30444°W